# Detlef Gerstenberg
Detlef Gerstenberg, né le 5 mars 1957 à Eisenhüttenstadt et mort le 24 janvier 1993 à Berlin, était un athlète allemand qui a participé aux Jeux olympiques d'été de 1980 à Moscou pour l'Allemagne de l'Est. 
Il avait été champion d'Europe junior au lancer du marteau en 1975
Il est décédé en janvier 1993 d'une cirrhose. Gerstenberg consommait de l'alcool en excès mais durant sa carrière sportive il avait été traité massivement avec des anabolisants. Sa mort est considérée par les spécialistes comme l'une des conséquences tardives du dopage.
Trois mois après son décès, un autre lanceur de marteau également adepte des anabolisants, Uwe Beyer, troisième aux Jeux olympiques d'été de 1964 est décédé.